# تپه دار بهرامی
تپه دار بهرامی در شهرستان قروه، بخش چهاردولی، روستای زرینه واقع شده و این اثر در تاریخ ۲۵ اسفند ۱۳۷۹ با شمارهٔ ثبت ۳۵۸۹ به‌عنوان یکی از آثار ملی ایران به ثبت رسیده است.